# ノートン・モーターサイクル

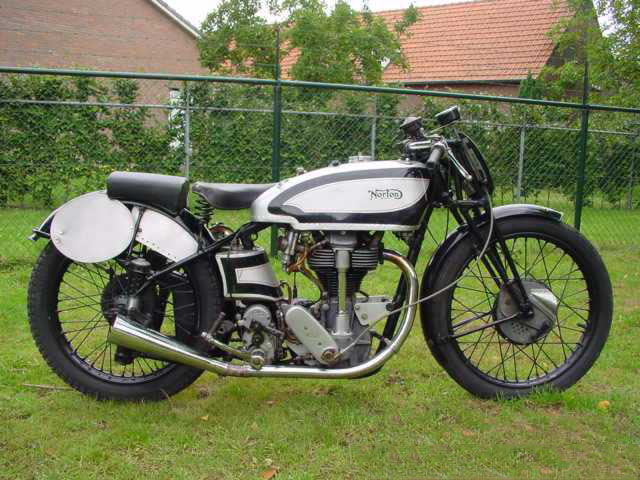
マン島仕様ノートン、1937年

ノートン・モーターサイクル（Norton Motorcycle Company）は、イギリスのオートバイ製造会社（メーカー）。1898年に設立された。1902年まではエンジンを外部から購入しオートバイを製造していたが、1908年には内製を開始。以後、長年にわたり単気筒車両を製造し続けた。ノートンはモータースポーツ界に高性能エンジンを提供し続けた、イギリスのオートバイ史上に栄誉ある名を刻んだ企業である。経営不振などによる何度もの倒産や合併・解散を経て、2020年4月にインドのTVSモーター傘下に入った。
1948年からは二気筒エンジンに主力を移し、この伝統は1970年代に発売された500～850ccの排気量の『ドミネーター』、650ccの『アトラス』や『コマンド』ブランドに継承され、当時の高級車としての評判を集めた。また「ノートン・フェザーベッド」や「アイソラスティック・フレーム」、ロータリーエンジンなどの革新的技術を開発・投入したオートバイを世に送り出した事でも知られる。

## 歴史

### 創業
ノートンは、1898年にバーミンガムのジェームズ・ランズダウン・ノートンによって設立された。当初は自転車メーカーであったが1902年1.5馬力のエンジンを積んだオートバイ一号車を製造しオートバイ製造に参入した。その後もフランスやスイスからエンジンを調達してオートバイの製造を続け、1907年にはプジョーから購入した726ccV2サイドバルブエンジンを搭載したオートバイで（新競技方式での）第1回マン島TTレース2気筒クラスを制した。1908年には自社製726ccV2エンジンを製造している。マン島TTレースでは以後戦時中を挟んで1954年までの間に通算10勝を挙げた。ジェームス・ノートンは1925年に56歳で世を去ったが、その前年にあたる1924年にはセニアTTレースとサイドカーレースでの勝利を見届けることが出来た。1927年に開発され1930年に改良が施されたシングル・カムシャフトのCS1エンジンは、1932年から第二次世界大戦勃発の影響で中断される1939年までのセニアTTで7度の優勝を飾るなど、レース界でのノートン伝説を創り上げた。

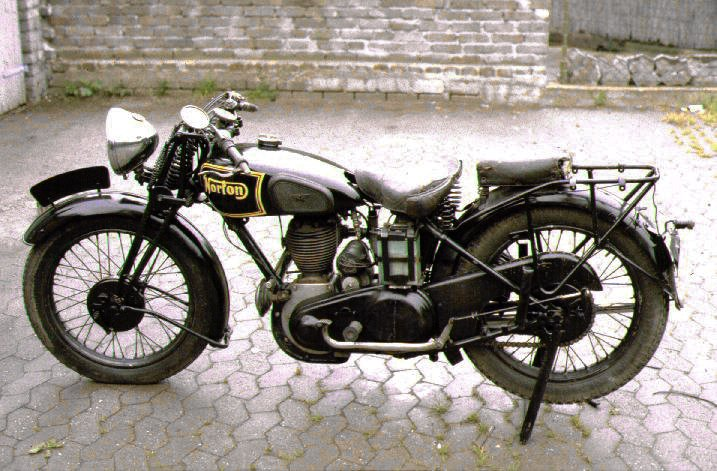
ノートン モデル16H、1949年

単気筒エンジンとギアボックス間に隙間を設けるレイアウトは高い信頼性と良好な操作性をもたらし、一般のライダーからも高く評価された。戦時中ノートンはイギリス軍にオートバイを供給し、1937年から1945年の期間に使用されたオートバイのうち四分の一、数にして10万台以上を占めた。主なモデルは単座の『WD 16H』やサイドカー『WD Big Four』などがあった。

### 戦後
戦後、かつてノートンが誇っていた優位性は消し飛び、レース界は多気筒エンジンを擁するイタリアメーカーやイギリスのAJSなどが勃興し、熾烈な競争の渦中にあった。再開された1949年のロードレース世界選手権500ccクラスでノートンは競り負けランキング5位に終わり、チャンピオンはAJSに奪われた。
1950年、後に「ノートン・フェザーベッド」（Norton Featherbed、「ノートンの羽毛ベッド」の意）と絶賛されたマッカンドレス兄弟製の名フレームを得た伝説的な車種『マンクス・ノートン』（Manx Norton、マン島仕様ノートン）は、ジェフ・デューク、ジョン・サーティース、デレク・ミンターなどのライダーが操り、活躍を見せた。「ノートン・フェザーベッド」はフレームの標準となり、ノートンは栄光を取り戻した。
これらレースで成功したスタイルは市販カフェレーサーへ反映された。「ノートン・フェザーベッド」フレームに他社から融通を受けたエンジンを搭載した数々のオートバイは、例えばトライアンフから二気筒エンジン供給を受けて製作された名車『トリトンズ』（Tritons）など多数製造された。1952年の『ドミネーター88』（Dominator88）もまた、このフレームを用いていた。

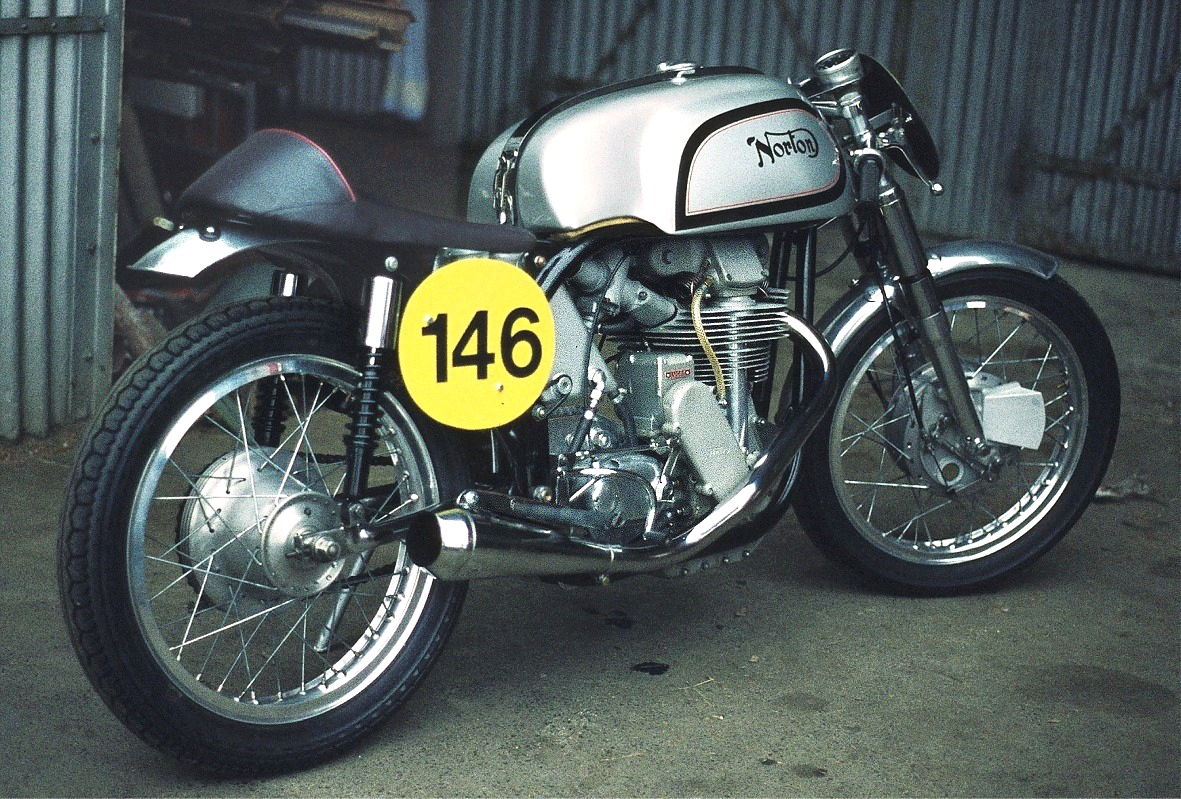
マンクス・ノートン、1954年

### AMC傘下でのノートン
レースでの成功に関わらずノートンは財政難に陥り、1953年にはAMC(en)に売却された。1962年、創業以来のバーミンガム工場は閉鎖され、生産はロンドン南東のウーリッジに位置したAMCの工場に集約された。
しかし、この再編はノートンに優秀なギアボックスが提供されるという好結果をもたらし、1956年以降のモデルから搭載され始めた。この年600ccの『ドミネーター』（Dominator 99）が発表された。さらに1962年、ノートンは同ギアボックスを搭載した『マンクス・ノートン』を世に送り出した。47英馬力/6,500rpmを発生する排気量499cc単気筒ベベルギアDOHC駆動2バルブのエンジンを搭載し、車重142kgのマシンは最高速度209km/hを誇った。ボア86mm×ストローク85.6mmとボア76mm×ストローク100mmのエンジンはどちらも圧縮比11：1に設定され、アマルGPのキャブレーターとルーカス・レーシングのダイナモを備えていた。価格は440ポンドで販売された。ノートンは1954年にレースから撤退し、この『マンクス・ノートン』も1963年を最後に販売中止となったが、プライベーターにとっては持って来いのベースマシンとして高く評価され、今に至るまで時々見受けられる。
1961年1月発売の『650SS』とアメリカ合衆国市場を狙い翌年に発売された『アトラス』（Atlas 750）には引き続き「ノートン・フェザーベッド」フレームが使用された。しかし単気筒よりも出力曲線がスムーズなバーティカルツイン形式のエンジンの排気量を上げると、4,500rpm前後で振動の問題が表面化した。さらに『アトラス』は非常に高価で、コスト削減も難しい状態にあった。このような中、財政的な問題が頻発していた。
AMC所有ブランドで『G15』モデルを共有したブランド『P11』の販売が1963年から開始された。マチレス製『G85CS』フレームに、『アトラス』のエンジンとホイールやフロントフォークを搭載したモデルは、AJSからは『モデル33』シリーズとして、マチレスからは『G15』シリーズとしてそれぞれ発売され、主に輸出用とされた。このモデルは「ノートン・フェザーベッド」フレームよりも制振性には優れており、1969年まで製造販売された。これとほぼ同時期に、AMCはノートンブランドで単気筒オートバイも製造販売していた。

### ノートン・ビリヤーズとコマンドの誕生
1960年代末のイギリス・オートバイ産業は日本車との激しい競争に晒され、斜陽を迎えていた。1966年にAMCは倒産。ノートンはマンガニーズブロンズ(en)傘下のノートン・ビリヤーズ(en)へと再編された。
優雅ではあるが操作性の悪さと振動で有名になった『アトラス750』の次期モデル設計に臨み、ノートンは対策としてエンジン変更ではなくフレームの見直しに着手し、画期的な「アイソラスティック・フレーム」を開発した。
開発にあたりノートン・ビリヤーズは、ロールス・ロイス社からステファン・バウアー博士を招聘し、主任設計者とした。バウアー博士はモーターサイクルの開発に携わったことのない人物で、そればかりかオートバイに乗ったことすらない人物だったと言われ、それ故に既成概念にとらわれない発想や設計を可能とした。
「アイソラスティック・フレーム」は、エンジン・ミッション・スイングアームおよび後輪を一体とし、フレームとの接続にはラバーマウントを介した構造を持つ独特のもので、大排気量二気筒エンジンが生む振動のフレーム・フロントフォークそして搭乗者自身への伝達を軽減している。ラバー素材には劣化がつきまとったが、定期的なメンテナンスを怠らず激しい使用がされない限り作動に問題は生じなかった。
1969年、この「アイソラスティック・フレーム」に強力なエンジンを搭載した『コマンド』（Commando 750）が発売された。洗練されたデザインと革新的な技術に、バリエーションを取り揃えた『コマンド』は営業的には成功した。
もっとも、初期のコマンドのフレームにはクラックを発症するという欠陥があり、その改善にあたったのはかつてフェザーベッドフレームの製作で名を馳せたマッカンドレス兄弟社であった。
1972年1月には、『コンバット』（Combat）エンジンが発表された。これは、それまでのシングル・ベアリングから変更された並列ローラーベアリング（ころ軸受け）・クランクシャフトを備え、圧縮比10:1で65英馬力/6,500rpmを発揮した。しかし信頼性に乏しく、日本車と比較される際に目立つ欠点とされてしまった。

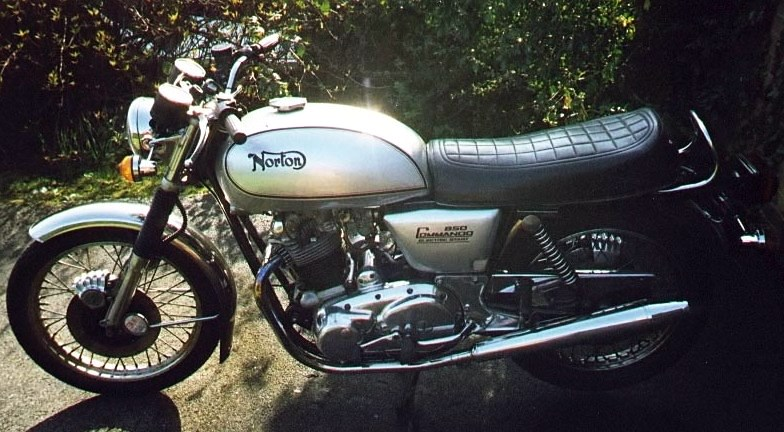
ノートン・コマンドーMk3、1978年

### ノートン・ビリヤーズ・トライアンフとコマンド850の登場
1972年頃、ノートン・ビリヤーズ同様、名門トライアンフを抱えるイギリスの老舗企業バーミンガム・スモール・アームズも業績悪化に直面していた。1973年にイギリス政府の肝いりで両社は合併し、ノートン・ビリヤーズ・トライアンフ（NVT）が設立された。同年4月、圧縮比8.5：1、ドイツのスーパーブレンド製ベアリングを採用した828ccの「850」エンジンが発表された。設計では発生馬力は51英馬力/6,250rpmであったが、実際の製造時にはトルク重視側にセッティングが変更となり、馬力は抑えられた。このエンジンを搭載した『828ロードスター』（828Roadster）を始め、『Mark 2 Hi Rider』、『JPNレプリカ』（ジョン・プレイヤー・ノートン・レプリカ）、『Mk.2aインターステート』（Mk.2a Interstate）などが発売された。1973年にはマン島TTレースF750クラスでピーター・ウィリアムズが105.47マイル/hのコースレコードで優勝、2位もノートンに乗るミック・グランドであった。
しかし1974年にピーター・ウィリアムズがレース中のアクシデントで重傷を負って引退、また一時的に政府の補助金が削減されたり、生産拠点をウルヴァーハンプトンとバーミンガムのスモールヒース(en)に集約する動きに反発したトライアンフの従業員協同組合によるストライキが影響し、経営は頓挫を見せ始めた。1975年には販売車両を『Mark 3 Interstate』と『ロードスター』（Roadster）の2種類に集約する対応を取り、1976年にはレースからも撤退したが、政府が貸付金の返還を求めたり、必要な信用保証取り付けに失敗して輸出が滞るなどの問題が噴出し、1977年にNVTは倒産の憂き目を見た。

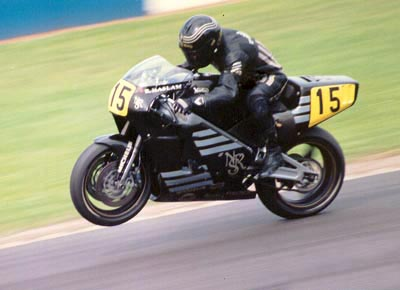
復活したノートンを操るロン・ハスラム

### ロータリーエンジン

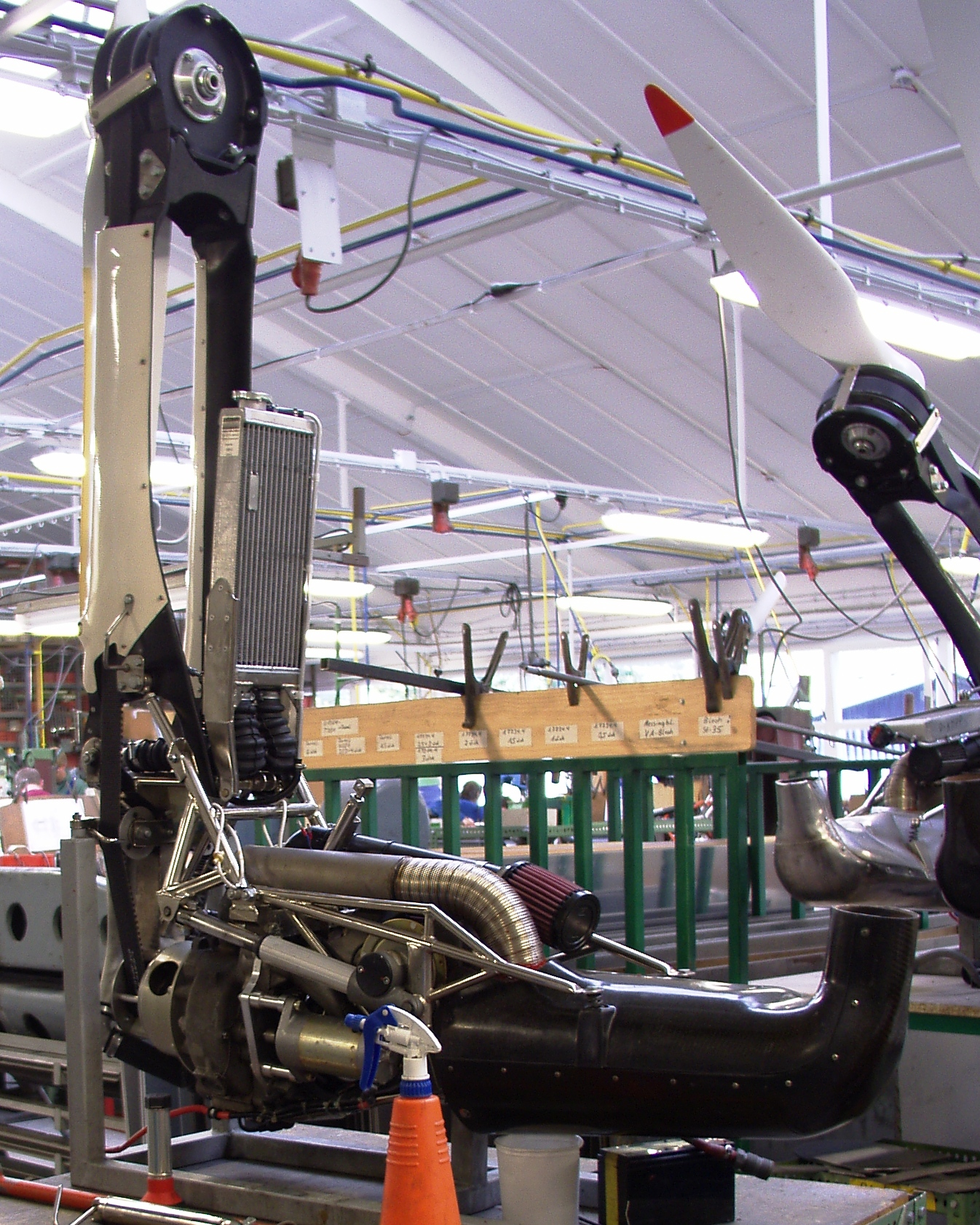
シュライハー ASH 26に搭載される格納式ロータリーエンジン

NVT清算の余波によって、ノートンの権利はイギリス・ドイツ・アメリカなどの各国の拠点に分裂する形となってしまっていたが、1980年代に入ると、著名なブランドが惜しまれ復活に向けた策がいくつか具体化されようとしていた。そして1988年、イギリスのウェスト・ミッドランズ、スタッフォードシャーのリッチフィールドで野心的な規模を以ってノートンは復活を遂げた。
ノートンはオートバイとしては珍しいロータリーエンジンを開発した。当初こそ商業車への復帰には慎重で、RAC(en)への供給や、1987年から始まった警察の白バイ用に量産車『インターポール2』（Interpol 2）を卸すなどに止まっていたが、1988年には水冷式ロータリーエンジン搭載の市販車『コマンダー』（Commander）を発売した。
1991年には『RCW588』で、ロン・ハスラムを擁してブリティッシュスーパーバイク選手権を舞台にレース界に復帰し、翌1992年にはマン島セニアTTで勝利を挙げた。このレース用マシンをベースにスポンドン（Spondon）製フレームを用いたレプリカ『F1』が発売され、これはよく売れた。その後やや価格を抑えた『F1 sport』も販売された。
しかしこの頃には貿易産業省が財政担当のフィリップ・ルルーなど一部の社員による投資の不正運用に関する調査に動いていたという。ルルーは会社を去り、ノートンはオートバイ生産を停止した。現在、ノートンはパーツ類を製造する小規模な会社として存続している。
ノートン製のロータリーエンジンは小型高出力なのでオーストリアのダイアモンド・エアクラフトグループのダイアモンドエンジン社が改良、発展させてドイツのアレキサンダー・シュライハー社の動力格納式のモーターグライダーであるアレキサンダー・シュライハー ASH 25、18mクラスアレキサンダー・シュライハー ASH 26や、2004年に初飛行したベストセラー練習機アレキサンダー・シュライハー ASK 21を基にしたASK21 Mi に自力で離陸できるように搭載される。

## レプリカと復活
アメリカ合衆国オレゴン州に拠点を持つノートン・モーターサイクルUSAの社長ケニー・ドレアは、現代的なデザインを施した『コマンドー』の復活販売を発表した。2005年に『952コマンドー』として限定台数が発売され、続けて『961コマンドー』（961 Commando）などシリーズ化が検討された。しかしこの計画も2006年4月に報告されたニュースによると頓挫した模様である。
2009年、英国人実業家でありノートン・レーシング社長のスチュアート・ガーナー（Stuart Garner）がノートンのブランドを買い戻した。これ以降、英ドニントン・パークに1400m2の工場とオフィスを設置し、『コマンドー961SE』『コマンドー961カフェレーサー』『コマンドー961スポーツ』の市販を開始した。また、ロータリーエンジンを搭載したレース用マシンNRV-588／NRV-700の公道版の市販も計画している。
2020年1月、英BBCによりノートン・モーターサイクルズは30万ポンドに上る税金未払いを抱えており、期限までに支払えない場合は政府から清算命令を受けることになるという地元紙「バーミンガム・ライブ」の記事が報道された。2020年4月17日、インド二輪大手のTVSモーターがノートン・モーターサイクルズを160万ポンドで買収した。

## 逸話
ノートン車に乗った有名人の中には、当時医学生であった後のマルクス主義革命家チェ・ゲバラがいる。1951年、友人のアルベルト・グラナードと連れ立って愛称「The Mighty One」と名づけた1939年製ノートン500で南アメリカを放浪した様は、著書『モーターサイクル南米旅行日記』に綴られており、これを元にした映画「モーターサイクル・ダイアリーズ」にも実車が登場する。なお、愛車「The Mighty One」は道中で壊れてしまい、旅を全うすることは出来なかった。
アメリカのコメディテレビドラマシリーズ、『サイク』（Psych）の登場人物ショーン・スペンサー(en)が乗るオートバイはノートンの『コマンドー750』である。また、ドラマ『ダークジャスティス』第1シリーズでは、主人公のニック・マーシャル裁判官は1969年製ノートン『コマンドー』に跨り活躍する。ただし、第2シリーズでは他のマシンに変わってしまった。